# Dekanat Ostrzeszów
Dekanat Ostrzeszów – jeden z 33 dekanatów w rzymskokatolickiej diecezji kaliskiej.

## Historia
Do 1821 dekanat należał do diecezji wrocławskiej. Na początku XIX wieku obejmował 11 parafii:
- Ostrzeszow
- Kottlow
- Parzynowie
- Bukownice
- Mikorzyn
- Przedborow
- Mixtadt
- Kobylagore
- Grabow
- Chochlow
- Chlewo

## Parafie
W skład dekanatu wchodzi 11 parafii:
- parafia św. Stanisława Kostki – Doruchów
- parafia św. Jadwigi Śląskiej – Kobyla Góra
- parafia św. Katarzyny – Kochłowy
- parafia św. Idziego – Mikorzyn
- parafia św. Anny – Niedźwiedź
- parafia Chrystusa Króla – Ostrzeszów
- parafia Najświętszej Maryi Panny Wniebowziętej – Ostrzeszów
- parafia św. Jadwigi Królowej – Ostrzeszów
- parafia św. Mikołaja – Parzynów
- parafia św. Bartłomieja Apostoła – Rogaszyce
- parafia św. Andrzeja Apostoła – Siedlików

## Sąsiednie dekanaty
Bralin, Grabów, Kępno, Mikstat, Odolanów, Syców, Wieruszów